# Liga de Fútbol Nacional 2023-24
La temporada 2023-24 de la Liga de Fútbol Nacional corresponde a la primera edición de este campeonato que ocupa el tercer nivel en el sistema de Ligas de fútbol de Panamá. Dio comienzo el 1 de octubre de 2023 y terminará en el primer semestre de 2024.

## Sistema de competición
El torneo de la Liga de Fútbol Nacional está conformado en dos partes:
- Fase de calificación: Se integra por dos conferencias, divididas en dos zonas (norte y sur) y se desarrolla por 8 jornadas respectivamente, dentro de su grupo y 4 jornadas interzonas, para un total de 12 jornadas.
- Fase final: Se integra por los partidos de semifinales de conferencias, finales de conferencias y la gran final.

### Fase de clasificación
En la fase de clasificación se observó el sistema de puntos. La ubicación en la tabla general está sujeta a lo siguiente:
- Por juego ganado se obtendrán tres puntos.
- Por juego empatado se obtendrá un punto.
- Por juego perdido no se otorgan puntos.

En esta fase participan los 20 clubes de la Liga de Fútbol Nacional jugando en dos grupos llamados conferencias durante las 12 jornadas respectivas.

### Fase final
En la fase final se observa el sistema de eliminación directa. Los 8 mejores clubes ubicados en la tabla de posiciones avanzan a esta ronda, disputada de la siguiente manera:
| - Conferencia Este: Semifinales de Conferencia: 1°A (Zona norte) vs. 2°B (Zona sur) 2°A (Zona sur) vs. 1°B (Zona norte) Final de Conferencia: Ganador Llave N°1 vs. Ganador Llave N°2 | - Conferencia Oeste: Semifinales de Conferencia: 1°A (Zona norte) vs. 2°B (Zona sur) 2°A (Zona sur) vs. 1°B (Zona norte) Finales de Conferencia: Ganador Llave N°1 vs. Ganador Llave N2 |

Gran Final:
Ganador Semifinal Conferencia Este vs. Ganador Semifinal Conferencia Oeste (Partido único). El equipo con mayor cantidad de puntos durante el torneo es quien ejerce de local en la Final.

## Equipos participantes

### Información de los equipos participantes
| Equipo               | Ciudad                     | Estadio                      | Capacidad | Patrocinador                                       | Kit          |
| -------------------- | -------------------------- | ---------------------------- | --------- | -------------------------------------------------- | ------------ |
| Alianza West         | La Chorrera, Panamá Oeste  | Agustín "Muquita" Sánchez    | 3 000     | Héctor Sambrano                                    | Reebok       |
| AF Chilibre          | Juan Díaz, Panamá          | Luis Ernesto Cascarita Tapia | 720       |                                                    | Reebok       |
| AC Futbol 7          | Pesé, Herrera              | Paris                        | 300       | Julio de Allá Donde Uno                            | Bandera de ? |
| Bambanes FC          | David, Chiriquí            | San Cristóbal                | 3 000     |                                                    | Reebok       |
| Benjamín Chacón FC   | El Palmar, Chiriquí        | El Palmar                    | 250       |                                                    | Reebok       |
| Bocas JR Almirante   | El Empalme, Bocas del Toro | Edson Arantes do Nascimento  | 1 200     |                                                    | Runic        |
| CF Don Bosco         | Soná, Veraguas             | San José                     | 400       |                                                    | Reebok       |
| Cosmos FC            | Penonomé, Coclé            | Estadio Virgilio Tejeira     | 900       | Hacienda Don Melchor                               | Bandera de ? |
| Chorrillo FC         | El Chorrillo, Panamá       | Estadio Maracaná             | 5 500     | City Moda                                          | Reebok       |
| Deportivo Chepo      | Juan Díaz, Panamá          | Luis Ernesto Cascarita Tapia | 720       |                                                    | Reebok       |
| Deportivo Chiriquí   | Bugaba, Chiriquí           | El Porvenir                  | 300       |                                                    | Reebok       |
| Deportivo Rex        | Juan Díaz, Panamá          | Luis Ernesto Cascarita Tapia | 720       | ALEVE                                              | Reebok       |
| Deportivo Talento    | La Villa, Los Santos       | Ismael Campos                | 300       | Mariela Sonia                                      | Bandera de ? |
| Don Bosco JR         | Chitré, Herrera            | Los Milagros                 | 1 000     | LED                                                | New Balance  |
| Independiente Darién | Metetí, Darién             | Manuel Miranda               | 320       | CCD                                                | Reebok       |
| La Familia FC        | Atalaya, Veraguas          | Rafael Rodríguez             | 700       | 2 patrocinadores Ricardo Torres Vicente Castillero | Bandera de ? |
| Limite FC            | Penonomé, Coclé            | Estadio Virgilio Tejeira     | 900       | First Quantum                                      | Bandera de ? |
| Olympic de Colón FC  | Colón                      | Armando Dely Valdés          | 1 121     | 2 patrocinadores Amir Murillo PanaTruck            | Bandera de ? |
| San Fernando FC      | Metetí, Darién             | Manuel Miranda               | 320       | 2 patrocinadores Nadine González Faune Vargas      | Reebok       |
| Unión Bocas Isla     | El Empalme, Bocas del Toro | Edson Arantes do Nascimento  | 1 200     | 2 patrocinadores LIFE League La Titi               | Bandera de ? |

### Equipos por provincias
| Provincia      | N.º | Equipos                                                   |
| -------------- | --- | --------------------------------------------------------- |
| Panamá         | 4   | AF Chilibre, Chorrillo FC, Deportivo Chepo, Deportivo Rex |
| Chiriquí       | 3   | Deportivo Chiriquí, Bambanes FC, Benjamín Chacón FC       |
| Bocas del Toro | 2   | Bocas JR Almirante, Unión Bocas Isla                      |
| Coclé          | 2   | Cosmos FC, Limite FC                                      |
| Darién         | 2   | Independiente Darién, San Fernando FC                     |
| Herrera        | 2   | AC Futbol 7, Don Bosco JR                                 |
| Veraguas       | 2   | CF Don Bosco, La Familia FC                               |
| Colón          | 1   | Olympic de Colón FC                                       |
| Los Santos     | 1   | Deportivo Talento                                         |
| Panamá Oeste   | 1   | Alianza West                                              |
| Total          | 20  |                                                           |

## Conferencia Este

### Clasificación

#### Zona Norte
| Pos. | Equipo               | Pts. | PJ | G | E | P  | GF | GC | Dif. | Notas                                    |
| ---- | -------------------- | ---- | -- | - | - | -- | -- | -- | ---- | ---------------------------------------- |
| 1    | Olympic F. C.        | 30   | 13 | 9 | 3 | 1  | 32 | 14 | +18  | Acceso a las semifinales de conferencia. |
| 2    | San Fernando F. C.   | 23   | 13 | 6 | 5 | 2  | 26 | 19 | +7   | Acceso a las semifinales de conferencia. |
| 3    | A. F. Chilibre       | 22   | 13 | 6 | 4 | 3  | 28 | 17 | +11  |                                          |
| 4    | Independiente Darién | 9    | 13 | 3 | 0 | 10 | 18 | 28 | −10  |                                          |
| 5    | Deportivo Chepo      | 8    | 13 | 2 | 2 | 9  | 11 | 30 | −19  | Último lugar.                            |

Actualizado a los partidos jugados el 18 de febrero de 2024.
 Fuente: FEPAFUT
Notas:
1. ↑  El partido contra el Alianza West le fue dado por ganado 0 a 3 por incumplir el reglamento (alineación indebida).

#### Zona Sur
| Pos. | Equipo          | Pts. | PJ | G | E | P | GF | GC | Dif. | Notas                                    |
| ---- | --------------- | ---- | -- | - | - | - | -- | -- | ---- | ---------------------------------------- |
| 1    | Deportivo Rex   | 23   | 13 | 7 | 2 | 4 | 29 | 17 | +12  | Acceso a las semifinales de conferencia. |
| 2    | F. C. Cosmos ND | 21   | 13 | 6 | 3 | 4 | 30 | 29 | +1   | Acceso a las semifinales de conferencia. |
| 3    | FC Chorrillo    | 19   | 13 | 5 | 4 | 4 | 22 | 19 | +3   |                                          |
| 4    | Alianza West    | 14   | 13 | 4 | 2 | 7 | 26 | 40 | −14  |                                          |
| 5    | Limite F. C.    | 12   | 13 | 3 | 3 | 7 | 19 | 28 | −9   | Último lugar.                            |

Actualizado a los partidos jugados el 18 de febrero de 2024.
 Fuente: FEPAFUT
Notas:
1. ↑  El partido contra el AF Chilibre le fue dado por perdido 0 a 3 por incumplir el reglamento (alineación indebida).

### Resultados
- Los horarios son correspondientes al tiempo de Ciudad de Panamá (UTC-5)
- Puedes mirar el calendario completo

| Jornada 1          | Jornada 1 | Jornada 1            | Jornada 1        | Jornada 1    | Jornada 1 | Jornada 1 | Jornada 1 | Jornada 1 | Jornada 1 |
| Local              | Resultado | Visitante            | Estadio          | Fecha        | Hora      |           |           |           |           |
| ------------------ | --------- | -------------------- | ---------------- | ------------ | --------- | --------- | --------- | --------- | --------- |
| Deportivo Rex      | 2 - 4     | Alianza West         | Cascarita Tapia  | 1 de octubre | 08:00     |           |           |           |           |
| Olympic Colon FC   | 1 - 0     | Independiente Darién | Cascarita Tapia  | 1 de octubre | 10:30     |           |           |           |           |
| Cosmos FC          | 1 - 1     | San Fernando FC      | Virgilio Tejeira | 1 de octubre | 11:00     |           |           |           |           |
| Limite FC          | 0 - 0     | Chorrillo FC         | Virgilio Tejeira | 1 de octubre | 14:00     |           |           |           |           |
| AF Chilibre        | 2 - 3     | Deportivo Chepo      | Balboa           | 1 de octubre | 15:00     |           |           |           |           |
| Total de goles: 14 |           |                      |                  |              |           |           |           |           |           |

| Jornada 2            | Jornada 2 | Jornada 2        | Jornada 2                 | Jornada 2    | Jornada 2 | Jornada 2 | Jornada 2 | Jornada 2 | Jornada 2 |
| Local                | Resultado | Visitante        | Estadio                   | Fecha        | Hora      |           |           |           |           |
| -------------------- | --------- | ---------------- | ------------------------- | ------------ | --------- | --------- | --------- | --------- | --------- |
| Alianza West         | 3 - 1     | Limite FC        | Agustín "Muquita" Sánchez | 4 de octubre | 08:00     |           |           |           |           |
| Independiente Darién | 3 - 0     | Chorrillo FC     | Manuel Miranda            | 8 de octubre | 11:00     |           |           |           |           |
| San Fernando FC      | 3 - 1     | AF Chilibre      | Manuel Miranda            | 8 de octubre | 14:00     |           |           |           |           |
| Cosmos FC            | 1 - 0     | Deportivo Rex    | Virgilio Tejeira          | 8 de octubre | 14:00     |           |           |           |           |
| Deportivo Chepo      | 0 - 1     | Olympic Colon FC | Cascarita Tapia           | 8 de octubre | 15:00     |           |           |           |           |
| Total de goles: 13   |           |                  |                           |              |           |           |           |           |           |

| Jornada 3            | Jornada 3 | Jornada 3       | Jornada 3           | Jornada 3     | Jornada 3 | Jornada 3 | Jornada 3 | Jornada 3 | Jornada 3 |
| Local                | Resultado | Visitante       | Estadio             | Fecha         | Hora      |           |           |           |           |
| -------------------- | --------- | --------------- | ------------------- | ------------- | --------- | --------- | --------- | --------- | --------- |
| Olympic Colon FC     | 5 - 0     | San Fernando FC | Armando Dely Valdés | 15 de octubre | 10:00     |           |           |           |           |
| Independiente Darién | 2 - 1     | Deportivo Chepo | Manuel Miranda      | 15 de octubre | 11:00     |           |           |           |           |
| Limite FC            | 3 - 1     | Cosmos FC       | Chirú               | 15 de octubre | 13:00     |           |           |           |           |
| Chorrillo FC         | 3 - 1     | Alianza West    | Maracaná            | 15 de octubre | 15:00     |           |           |           |           |
| Deportivo Rex        | 2 - 3     | AF Chilibre     | Cascarita Tapia     | 15 de octubre | 21:00     |           |           |           |           |
| Total de goles: 21   |           |                 |                     |               |           |           |           |           |           |

| Jornada 4          | Jornada 4 | Jornada 4            | Jornada 4        | Jornada 4     | Jornada 4 | Jornada 4 | Jornada 4 | Jornada 4 | Jornada 4 |
| Local              | Resultado | Visitante            | Estadio          | Fecha         | Hora      |           |           |           |           |
| ------------------ | --------- | -------------------- | ---------------- | ------------- | --------- | --------- | --------- | --------- | --------- |
| Deportivo Rex      | 3 - 0     | Limite FC            | Maracaná         | 20 de octubre | 18:00     |           |           |           |           |
| San Fernando FC    | 2 - 1     | Independiente Darién | Manuel Miranda   | 21 de octubre | 16:00     |           |           |           |           |
| Cosmos FC          | 3 - 2     | Chorrillo FC         | Virgilio Tejeira | 22 de octubre | 14:00     |           |           |           |           |
| AF Chilibre        | 0 - 1     | Olympic Colon FC     | Balboa           | 22 de octubre | 15:00     |           |           |           |           |
| Deportivo Chepo    | 0 - 1     | Alianza West         | Cascarita Tapia  | 22 de octubre | 20:00     |           |           |           |           |
| Total de goles: 13 |           |                      |                  |               |           |           |           |           |           |

| Jornada 5            | Jornada 5 | Jornada 5        | Jornada 5                 | Jornada 5      | Jornada 5 | Jornada 5 | Jornada 5 | Jornada 5 | Jornada 5 |
| Local                | Resultado | Visitante        | Estadio                   | Fecha          | Hora      |           |           |           |           |
| -------------------- | --------- | ---------------- | ------------------------- | -------------- | --------- | --------- | --------- | --------- | --------- |
| Independiente Darién | 1 - 2     | AF Chilibre      | Manuel Miranda            | 3 de diciembre | 11:00     |           |           |           |           |
| Chorrillo FC         | 1 - 2     | Deportivo Rex    | Maracaná                  | 3 de diciembre | 14:00     |           |           |           |           |
| Limite FC            | 1 - 2     | Olympic Colón FC | Virgilio Tejeira          | 3 de diciembre | 14:00     |           |           |           |           |
| Deportivo Chepo      | 0 - 1     | San Fernando FC  | Cascarita Tapia           | 3 de diciembre | 20:00     |           |           |           |           |
| Alianza West         | 2 - 0     | Cosmos FC        | Agustín "Muquita" Sánchez | 6 de diciembre | 20:00     |           |           |           |           |
| Total de goles: 12   |           |                  |                           |                |           |           |           |           |           |

| Jornada 6          | Jornada 6 | Jornada 6            | Jornada 6           | Jornada 6       | Jornada 6 | Jornada 6 | Jornada 6 | Jornada 6 | Jornada 6 |
| Local              | Resultado | Visitante            | Estadio             | Fecha           | Hora      |           |           |           |           |
| ------------------ | --------- | -------------------- | ------------------- | --------------- | --------- | --------- | --------- | --------- | --------- |
| Olympic Colón FC   | 4 - 2     | Alianz West          | Armando Dely Valdés | 10 de diciembre | 10:00     |           |           |           |           |
| Cosmos FC          | 4 - 3     | Independiente Darién | Virgilio Tejeira    | 10 de diciembre | 11:00     |           |           |           |           |
| San Fernando FC    | 2 - 3     | Limite FC            | Manuel Miranda      | 10 de diciembre | 13:00     |           |           |           |           |
| Chorrillo FC       | 2 - 2     | AF Chilibre          | Maracaná            | 10 de diciembre | 14:00     |           |           |           |           |
| Deportivo Chepo    | 2 - 4     | Deportivo Rex        | Cascarita Tapia     | 10 de diciembre | 20:00     |           |           |           |           |
| Total de goles: 28 |           |                      |                     |                 |           |           |           |           |           |

| Jornada 7            | Jornada 7 | Jornada 7        | Jornada 7                 | Jornada 7       | Jornada 7 | Jornada 7 | Jornada 7 | Jornada 7 | Jornada 7 |
| Local                | Resultado | Visitante        | Estadio                   | Fecha           | Hora      |           |           |           |           |
| -------------------- | --------- | ---------------- | ------------------------- | --------------- | --------- | --------- | --------- | --------- | --------- |
| Alianza West         | 5 - 5     | San Fernando FC  | Agustín "Muquita" Sánchez | 13 de diciembre | 20:00     |           |           |           |           |
| Chorrillo FC         | 1 - 1     | Olympic Colón FC | Maracaná                  | 14 de diciembre | 19:00     |           |           |           |           |
| Independiente Darién | 0 - 1     | Deportivo Rex    | Cascarita Tapia           | 15 de diciembre | 20:00     |           |           |           |           |
| Limite FC            | 0 - 0     | Deportivo Chepo  | Virgilio Tejeira          | 17 de diciembre | 14:00     |           |           |           |           |
| AF Chilibre          | 3 - 3     | Cosmos FC        | Maracaná                  | 17 de diciembre | 16:00     |           |           |           |           |
| Total de goles: 19   |           |                  |                           |                 |           |           |           |           |           |

| Jornada 8       | Jornada 8 | Jornada 8            | Jornada 8        | Jornada 8   | Jornada 8 | Jornada 8 | Jornada 8 | Jornada 8 | Jornada 8 |
| Local           | Resultado | Visitante            | Estadio          | Fecha       | Hora      |           |           |           |           |
| --------------- | --------- | -------------------- | ---------------- | ----------- | --------- | --------- | --------- | --------- | --------- |
| Deportivo Rex   | 1 - 1     | Olympic Colón FC     | Cascarita Tapia  | 6 de enero  | 20:00     |           |           |           |           |
| Limite FC       | 3 - 1     | Independiente Darién | Virgilio Tejeira | 7 de enero  | 12:00     |           |           |           |           |
| San Fernando FC | 1 - 1     | Chorrillo FC         | Manuel Miranda   | 7 de enero  | 13:00     |           |           |           |           |
| Deportivo Chepo | 1 - 1     | Cosmos FC            | Virgilio Tejeira | 7 de enero  | 14:00     |           |           |           |           |
| Alianza West    | 0 - 3     | AF Chilibre          | Muquita Sánchez  | 10 de enero | 20:00     |           |           |           |           |
| Total de goles: |           |                      |                  |             |           |           |           |           |           |

| Jornada 9          | Jornada 9 | Jornada 9            | Jornada 9           | Jornada 9   | Jornada 9 | Jornada 9 | Jornada 9 | Jornada 9 | Jornada 9 |
| Local              | Resultado | Visitante            | Estadio             | Fecha       | Hora      |           |           |           |           |
| ------------------ | --------- | -------------------- | ------------------- | ----------- | --------- | --------- | --------- | --------- | --------- |
| San Fernando FC    | 2 - 0     | Deportivo Chepo      | Meteti              | 14 de enero | 13:00     |           |           |           |           |
| AF Chilibre        | 3 - 1     | Independiente Darién | Maracaná            | 14 de enero | 14:00     |           |           |           |           |
| Olympic Colón FC   | 4 - 1     | Cosmos FC            | Armando Dely Valdés | 14 de enero | 15:00     |           |           |           |           |
| Chorrillo FC       | 2 - 1     | Limite FC            | Maracaná            | 14 de enero | 17:00     |           |           |           |           |
| Alianza West       | 1 - 5     | Deportivo Rex FC     | Muquita Sánchez     | 17 de enero | 20:00     |           |           |           |           |
| Total de goles: 20 |           |                      |                     |             |           |           |           |           |           |

| Jornada 10           | Jornada 10 | Jornada 10      | Jornada 10          | Jornada 10  | Jornada 10 | Jornada 10 | Jornada 10 | Jornada 10 | Jornada 10 |
| Local                | Resultado  | Visitante       | Estadio             | Fecha       | Hora       |            |            |            |            |
| -------------------- | ---------- | --------------- | ------------------- | ----------- | ---------- | ---------- | ---------- | ---------- | ---------- |
| Deportivo Rex FC     | 2 - 3      | Cosmos FC       | Cascarita Tapia     | 20 de enero | 21:00      |            |            |            |            |
| Independiente Darién | 0 - 3      | San Fernando FC | Ismael Miranda      | 21 de enero | 13:00      |            |            |            |            |
| Limite FC            | 3 - 3      | Alianza West    | Virgilio Tejeira    | 21 de enero | 14:00      |            |            |            |            |
| Olympic Colón FC     | 0 - 0      | AF Chilibre     | Armando Dely Valdés | 21 de enero | 15:00      |            |            |            |            |
| Chorrillo FC         | 3 - 1      | Deportivo Chepo | Maracaná            | 21 de enero | 20:00      |            |            |            |            |
| Total de goles: 18   |            |                 |                     |             |            |            |            |            |            |

| Jornada 11           | Jornada 11 | Jornada 11       | Jornada 11       | Jornada 11  | Jornada 11 | Jornada 11 | Jornada 11 | Jornada 11 | Jornada 11 |
| Local                | Resultado  | Visitante        | Estadio          | Fecha       | Hora       |            |            |            |            |
| -------------------- | ---------- | ---------------- | ---------------- | ----------- | ---------- | ---------- | ---------- | ---------- | ---------- |
| Deportivo Chepo      | 0 - 5      | AF Chilibre      | Cascarita Tapia  | 27 de enero | 21:00      |            |            |            |            |
| Independiente Darién | 2 - 4      | Olympic Colón FC | Ismael Miranda   | 28 de enero | 11:00      |            |            |            |            |
| San Fernando FC      | 1 - 1      | Deportivo Rex FC | Ismael Miranda   | 28 de enero | 13:00      |            |            |            |            |
| Cosmos FC            | 4 - 3      | Limite FC        | Virgilio Tejeira | 28 de enero | 14:00      |            |            |            |            |
| Alianza West         | 1 - 3      | Chorrillo FC     | Muquita Sánchez  | 29 de enero | 20:00      |            |            |            |            |
| Total de goles: 24   |            |                  |                  |             |            |            |            |            |            |

| Jornada 12         | Jornada 12 | Jornada 12           | Jornada 12          | Jornada 12   | Jornada 12 | Jornada 12 | Jornada 12 | Jornada 12 | Jornada 12 |
| Local              | Resultado  | Visitante            | Estadio             | Fecha        | Hora       |            |            |            |            |
| ------------------ | ---------- | -------------------- | ------------------- | ------------ | ---------- | ---------- | ---------- | ---------- | ---------- |
| AF Chilibre        | 0 - 0      | San Fernando FC      | Maracaná            | 3 de febrero | 17:00      |            |            |            |            |
| Limite FC          | 0 - 3      | Deportivo Rex FC     | Virgilio Tejeira    | 4 de febrero | 14:00      |            |            |            |            |
| Alianza West       | 2 - 3      | Independiente Darién | Muquita Sánchez     | 4 de febrero | 14:00      |            |            |            |            |
| Olympic Colón FC   | 7 - 1      | Deportivo Chepo      | Armando Dely Valdés | 4 de febrero | 15:00      |            |            |            |            |
| Chorrillo FC       | 4 - 0      | Cosmos FC            | Maracaná            | 4 de febrero | 17:00      |            |            |            |            |
| Total de goles: 20 |            |                      |                     |              |            |            |            |            |            |

| Jornada 13         | Jornada 13 | Jornada 13           | Jornada 13       | Jornada 13    | Jornada 13 | Jornada 13 | Jornada 13 | Jornada 13 | Jornada 13 |
| Local              | Resultado  | Visitante            | Estadio          | Fecha         | Hora       |            |            |            |            |
| ------------------ | ---------- | -------------------- | ---------------- | ------------- | ---------- | ---------- | ---------- | ---------- | ---------- |
| Deportivo Chepo    | 2 - 1      | Independiente Darién | Cascarita Tapia  | 16 de febrero | 20:00      |            |            |            |            |
| AF Chilibre        | 4 - 1      | Limite FC            | Maracaná         | 17 de febrero | 19:00      |            |            |            |            |
| San Fernando FC    | 5 - 1      | Olympic Colón FC     | Meteti           | 18 de febrero | 13:00      |            |            |            |            |
| Cosmos FC          | 8 - 1      | Alianza West         | Virgilio Tejiera | 18 de febrero | 14:00      |            |            |            |            |
| Deportivo Rex      | 3 - 0      | Chorrillo FC         | Cascarita Tapia  | 18 de febrero | 21:00      |            |            |            |            |
| Total de goles: 26 |            |                      |                  |               |            |            |            |            |            |

## Conferencia Oeste

### Clasificación

#### Zona Norte
| Pos. | Equipo              | Pts. | PJ | G | E | P  | GF | GC | Dif. | Notas                                    |
| ---- | ------------------- | ---- | -- | - | - | -- | -- | -- | ---- | ---------------------------------------- |
| 1    | Unión Bocas Isla    | 23   | 13 | 7 | 2 | 4  | 28 | 30 | −2   | Acceso a las semifinales de conferencia. |
| 2    | Deportivo Chiriquí  | 20   | 13 | 5 | 5 | 3  | 27 | 20 | +7   | Acceso a las semifinales de conferencia. |
| 3    | Bambanes F. C.      | 20   | 13 | 5 | 5 | 3  | 23 | 17 | +6   |                                          |
| 4    | Bocas Jr. Almirante | 18   | 13 | 5 | 3 | 5  | 29 | 25 | +4   |                                          |
| 5    | Benjamín Chacón FC  | 4    | 13 | 1 | 1 | 11 | 14 | 44 | −30  | Último lugar.                            |

Actualizado a los partidos jugados el 18 de febrero de 2024.
 Fuente: FEPAFUT

#### Zona Sur
| Pos. | Equipo              | Pts. | PJ | G  | E | P  | GF | GC | Dif. | Notas                                    |
| ---- | ------------------- | ---- | -- | -- | - | -- | -- | -- | ---- | ---------------------------------------- |
| 1    | Don Bosco Jr. F. C. | 33   | 13 | 10 | 3 | 0  | 42 | 18 | +24  | Acceso a las semifinales de conferencia. |
| 2    | La Familia F. C.    | 22   | 13 | 6  | 4 | 3  | 25 | 17 | +8   | Acceso a las semifinales de conferencia. |
| 3    | AC Fútbol 7 Pesé    | 19   | 13 | 5  | 4 | 4  | 34 | 24 | +10  |                                          |
| 4    | C. F. Don Bosco     | 15   | 13 | 4  | 3 | 6  | 30 | 31 | −1   |                                          |
| 5    | Deportivo Talento   | 5    | 13 | 1  | 2 | 10 | 23 | 49 | −26  | Último lugar.                            |

Actualizado a los partidos jugados el 17 de febrero de 2024.
 Fuente: FEPAFUT

### Resultados
- Los horarios son correspondientes al tiempo de Ciudad de Panamá (UTC-5)
- Puedes mirar el calendario completo

| Jornada 1            | Jornada 1 | Jornada 1          | Jornada 1        | Jornada 1    | Jornada 1 | Jornada 1 | Jornada 1 | Jornada 1 | Jornada 1 |
| Local                | Resultado | Visitante          | Estadio          | Fecha        | Hora      |           |           |           |           |
| -------------------- | --------- | ------------------ | ---------------- | ------------ | --------- | --------- | --------- | --------- | --------- |
| Deportivo Chiriquí   | 1 - 2     | Bocas JR Almirante | El Porvenir      | 1 de octubre | 11:00     |           |           |           |           |
| Bambanes FC          | 3 - 0     | Unión Bocas Isla   | El Porvenir      | 1 de octubre | 14:00     |           |           |           |           |
| Deportivo Talento FC | 1 - 8     | AC Fútbol 7        | Ismael Campo     | 1 de octubre | 14:00     |           |           |           |           |
| CF Don Bosco         | -         | Don Bosco JR       | San José         | 1 de octubre | 14:00     |           |           |           |           |
| La Familia FC        | 0 - 0     | Benjamín Chacón FC | Rafael Rodríguez | 1 de octubre | 18:00     |           |           |           |           |
| Total de goles:      |           |                    |                  |              |           |           |           |           |           |

| Jornada 2          | Jornada 2 | Jornada 2            | Jornada 2                    | Jornada 2    | Jornada 2 | Jornada 2 | Jornada 2 | Jornada 2 | Jornada 2 |
| Local              | Resultado | Visitante            | Estadio                      | Fecha        | Hora      |           |           |           |           |
| ------------------ | --------- | -------------------- | ---------------------------- | ------------ | --------- | --------- | --------- | --------- | --------- |
| Don Bosco JR       | 1 - 1     | Deportivo Talento FC | Los Milagros                 | 8 de octubre | 14:00     |           |           |           |           |
| Unión Bocas Isla   | 1 - 5     | Deportivo Chiriquí   | Edson Arantes Do Nascimiento | 8 de octubre | 15:00     |           |           |           |           |
| Benjamín Chacón FC | 1 - 3     | Bambanes FC          | El Palmar                    | 8 de octubre | 16:00     |           |           |           |           |
| Bocas JR Almirante | 1 - 1     | AC Futbol 7          | Edson Arantes Do Nascimiento | 8 de octubre | 18:00     |           |           |           |           |
| La Familia FC      | 4 - 2     | CF Don Dosco         | Rafael Rodríguez             | 8 de octubre | 18:00     |           |           |           |           |
| Total de goles: 20 |           |                      |                              |              |           |           |           |           |           |

| Jornada 3            | Jornada 3 | Jornada 3          | Jornada 3                    | Jornada 3     | Jornada 3 | Jornada 3 | Jornada 3 | Jornada 3 | Jornada 3 |
| Local                | Resultado | Visitante          | Estadio                      | Fecha         | Hora      |           |           |           |           |
| -------------------- | --------- | ------------------ | ---------------------------- | ------------- | --------- | --------- | --------- | --------- | --------- |
| CF Don Bosco         | 2 - 1     | Bambanes FC        | San José                     | 14 de octubre | 14:00     |           |           |           |           |
| AC Futbol 7          | 3 - 4     | Don Bosco JR       | París                        | 15 de octubre | 14:00     |           |           |           |           |
| Deportivo Talento FC | 0 - 3     | La Familia FC      | Ismael Campos                | 15 de octubre | 14:00     |           |           |           |           |
| Deportivo Chiriquí   | 3 - 0     | Benjamín Chacón FC | El Porvenir                  | 15 de octubre | 14:00     |           |           |           |           |
| Bocas JR Almirante   | 0 - 2     | Unión Bocas Isla   | Edson Arantes Do Nascimiento | 15 de octubre | 19:00     |           |           |           |           |
| Total de goles: 18   |           |                    |                              |               |           |           |           |           |           |

| Jornada 4          | Jornada 4 | Jornada 4          | Jornada 4                   | Jornada 4     | Jornada 4 | Jornada 4 | Jornada 4 | Jornada 4 | Jornada 4 |
| Local              | Resultado | Visitante          | Estadio                     | Fecha         | Hora      |           |           |           |           |
| ------------------ | --------- | ------------------ | --------------------------- | ------------- | --------- | --------- | --------- | --------- | --------- |
| CF Don Bosco       | 1 - 1     | Deportivo Talento  | San José                    | 21 de octubre | 13:00     |           |           |           |           |
| Deportivo Chiriquí | 0 - 0     | Bambanes FC        | El Porvenir                 | 22 de octubre | 14:00     |           |           |           |           |
| Benjamín Chacón FC | 2 - 4     | Bocas JR Almirante | El Palmar                   | 22 de octubre | 14:00     |           |           |           |           |
| Unión Bocas Isla   | 1 - 3     | Don Bosco JR       | Edson Arantes do Nascimento | 22 de octubre | 15:00     |           |           |           |           |
| La Familia FC      | 1 - 1     | AC Futbol 7        | Rafael Rodríguez            | 22 de octubre | 18:00     |           |           |           |           |
| Total de goles: 14 |           |                    |                             |               |           |           |           |           |           |

| Jornada 5          | Jornada 5 | Jornada 5          | Jornada 5                   | Jornada 5      | Jornada 5 | Jornada 5 | Jornada 5 | Jornada 5 | Jornada 5 |
| Local              | Resultado | Visitante          | Estadio                     | Fecha          | Hora      |           |           |           |           |
| ------------------ | --------- | ------------------ | --------------------------- | -------------- | --------- | --------- | --------- | --------- | --------- |
| AC Futbol 7        | 1 - 1     | CF Don Bosco       | París                       | 3 de diciembre | 14:00     |           |           |           |           |
| Deportivo Talento  | -         | Deportivo Chiriquí | Ismael Campo                | 3 de diciembre | 14:00     |           |           |           |           |
| Don Bosco JR       | 1 - 1     | La Familia FC      | Los Milagros                | 3 de diciembre | 17:30     |           |           |           |           |
| Unión Bocas Isla   | -         | Benjamín Chacón FC | Edson Arantes do Nascimento | 3 de diciembre | 16:00     |           |           |           |           |
| Bocas JR Almirante | -         | Bambanes FC        | Edson Arantes do Nascimento | 3 de diciembre | 19:00     |           |           |           |           |
| Total de goles:    |           |                    |                             |                |           |           |           |           |           |

| Jornada 6          | Jornada 6 | Jornada 6            | Jornada 6        | Jornada 6       | Jornada 6 | Jornada 6 | Jornada 6 | Jornada 6 | Jornada 6 |
| Local              | Resultado | Visitante            | Estadio          | Fecha           | Hora      |           |           |           |           |
| ------------------ | --------- | -------------------- | ---------------- | --------------- | --------- | --------- | --------- | --------- | --------- |
| CF Don Bosco       | -         | Bocas JR Almirante   | San José         | 9 de diciembre  | 14:30     |           |           |           |           |
| Don Bosco JR       | 7 - 2     | Benjamín Chacón FC   | Los Milagros     | 9 de diciembre  | 17:00     |           |           |           |           |
| Bambanes FC        | -         | Deportivo Talento FC | El Porvenir      | 10 de diciembre | 11:00     |           |           |           |           |
| Deportivo Chiriquí | 2 - 2     | AC Futbol 7          | Bugaba           | 10 de diciembre | 14:00     |           |           |           |           |
| La Familia FC      | -         | Unión Bocas Isla     | Rafael Rodríguez | 10 de diciembre | 18:00     |           |           |           |           |
| Total de goles:    |           |                      |                  |                 |           |           |           |           |           |

| Jornada 7          | Jornada 7 | Jornada 7          | Jornada 7     | Jornada 7       | Jornada 7 | Jornada 7 | Jornada 7 | Jornada 7 | Jornada 7 |
| Local              | Resultado | Visitante          | Estadio       | Fecha           | Hora      |           |           |           |           |
| ------------------ | --------- | ------------------ | ------------- | --------------- | --------- | --------- | --------- | --------- | --------- |
| CF Don Bosco       | 4 - 0     | Benjamín Chacón FC | San José      | 16 de diciembre | 15:00     |           |           |           |           |
| Deportivo Talento  | 3 - 5     | Unión Bocas Isla   | Ismael Campos | 17 de diciembre | 11:00     |           |           |           |           |
| Don Bosco JR       | 4 - 2     | Deportivo Chiriquí | Los Milagros  | 17 de diciembre | 17:00     |           |           |           |           |
| Bambanes FC        | 0 - 1     | AC Futbol 7        | El Porvenir   | 17 de diciembre | 13:00     |           |           |           |           |
| Bocas JR Almirante | 0 - 1     | La Familia FC      | Guabito       | 17 de diciembre | 18:00     |           |           |           |           |
| Total de goles: 20 |           |                    |               |                 |           |           |           |           |           |

| Jornada 8          | Jornada 8 | Jornada 8          | Jornada 8     | Jornada 8  | Jornada 8 | Jornada 8 | Jornada 8 | Jornada 8 | Jornada 8 |
| Local              | Resultado | Visitante          | Estadio       | Fecha      | Hora      |           |           |           |           |
| ------------------ | --------- | ------------------ | ------------- | ---------- | --------- | --------- | --------- | --------- | --------- |
| AC Futbol 7        | 3 - 2     | Benjamín Chacón FC | París         | 6 de enero | 14:00     |           |           |           |           |
| CF Don Bosco       | 6 - 1     | Unión Bocas Isla   | San José      | 6 de enero | 15:00     |           |           |           |           |
| Deportivo Talento  | 1 - 3     | Bocas JR Almirante | Ismael Campos | 7 de enero | 11:00     |           |           |           |           |
| Bambanes FC        | 1 - 1     | Don Bosco JR       | El Porvenir   | 7 de enero | 11:00     |           |           |           |           |
| Deportivo Chiriquí | 2 - 1     | La Familia FC      | El Porvenir   | 7 de enero | 14:00     |           |           |           |           |
| Total de goles: 21 |           |                    |               |            |           |           |           |           |           |

| Jornada 9          | Jornada 9 | Jornada 9          | Jornada 9    | Jornada 9   | Jornada 9 | Jornada 9 | Jornada 9 | Jornada 9 | Jornada 9 |
| Local              | Resultado | Visitante          | Estadio      | Fecha       | Hora      |           |           |           |           |
| ------------------ | --------- | ------------------ | ------------ | ----------- | --------- | --------- | --------- | --------- | --------- |
| Bambanes FC        | 1 - 3     | La Familia FC      | El Porvenir  | 14 de enero | 14:00     |           |           |           |           |
| AC Fútbol 7        | 6 - 3     | Deportivo Talento  | París        | 14 de enero | 16:00     |           |           |           |           |
| Don Bosco JR       | 6 - 2     | CF Don Bosco       | Los Milagros | 14 de enero | 16:00     |           |           |           |           |
| Benjamín Chacón FC | 1 - 2     | Deportivo Chiriquí | Manaca Civil | 14 de enero |           |           |           |           |           |
| Unión Bocas Isla   | 4 - 3     | Bocas JR Almirante | Guabito      | 14 de enero | 19:00     |           |           |           |           |
| Total de goles: 31 |           |                    |              |             |           |           |           |           |           |

| Jornada 10           | Jornada 10 | Jornada 10         | Jornada 10    | Jornada 10  | Jornada 10 | Jornada 10 | Jornada 10 | Jornada 10 | Jornada 10 |
| Local                | Resultado  | Visitante          | Estadio       | Fecha       | Hora       |            |            |            |            |
| -------------------- | ---------- | ------------------ | ------------- | ----------- | ---------- | ---------- | ---------- | ---------- | ---------- |
| CF Don Bosco         | 1 - 1      | La Familia FC      | San José      | 20 de enero | 14:30      |            |            |            |            |
| Deportivo Talento FC | 2 - 5      | Don Bosco JR       | Ismael Campos | 21 de enero | 11:00      |            |            |            |            |
| Bambanes FC          | 1 - 1      | Deportivo Chiriquí | El Porvenir   | 21 de enero | 13:00      |            |            |            |            |
| Bocas JR Almirante   | 7 - 1      | Benjamín Chacón FC | Guabito       | 21 de enero | 18:00      |            |            |            |            |
| AC Fútbol 7          | 2 - 3      | Unión Bocas Isla   | París         | 21 de enero | 18:00      |            |            |            |            |
| Total de goles: 24   |            |                    |               |             |            |            |            |            |            |

| Jornada 11         | Jornada 11 | Jornada 11         | Jornada 11       | Jornada 11  | Jornada 11 | Jornada 11 | Jornada 11 | Jornada 11 | Jornada 11 |
| Local              | Resultado  | Visitante          | Estadio          | Fecha       | Hora       |            |            |            |            |
| ------------------ | ---------- | ------------------ | ---------------- | ----------- | ---------- | ---------- | ---------- | ---------- | ---------- |
| Don Bosco JR       | 2 - 1      | AC Futbol 7        | Los Milagros     | 26 de enero | 19:00      |            |            |            |            |
| La Familia FC      | 5 - 3      | Deportivo Talento  | Rafael Rodríguez | 26 de enero | 20:00      |            |            |            |            |
| Bambanes FC        | 1 - 1      | Bocas JR Almirante | El Porvenir      | 27 de enero | 15:00      |            |            |            |            |
| Deportivo Chiriquí | 5 - 3      | CF Don Bosco       | El Porvenir      | 28 de enero | 14:00      |            |            |            |            |
| Benjamín Chacón FC | 0 - 3      | Unión Bocas Isla   | Monaca Civil     | 28 de enero | 17:00      |            |            |            |            |
| Total de goles: 24 |            |                    |                  |             |            |            |            |            |            |

| Jornada 12         | Jornada 12 | Jornada 12         | Jornada 12    | Jornada 12   | Jornada 12 | Jornada 12 | Jornada 12 | Jornada 12 | Jornada 12 |
| Local              | Resultado  | Visitante          | Estadio       | Fecha        | Hora       |            |            |            |            |
| ------------------ | ---------- | ------------------ | ------------- | ------------ | ---------- | ---------- | ---------- | ---------- | ---------- |
| Deportivo Talento  | 3 - 5      | CF Don Bosco       | Ismael Campos | 4 de febrero | 11:00      |            |            |            |            |
| Bambanes FC        | 4 - 2      | Benjamín Chacón FC | El Porvenir   | 4 de febrero | 11:00      |            |            |            |            |
| Deportivo Chiriquí | 0 - 0      | Unión Bocas Isla   | El Porvenir   | 4 de febrero | 14:00      |            |            |            |            |
| AC Futbol 7        | 1 - 2      | La Familia FC      | París         | 4 de febrero | 15:00      |            |            |            |            |
| Don Bosco JR       | 4 - 1      | Bocas JR Almirante | los Milagros  | 4 de febrero | 16:00      |            |            |            |            |
| Total de goles: 22 |            |                    |               |              |            |            |            |            |            |

| Jornada 13         | Jornada 13 | Jornada 13         | Jornada 13       | Jornada 13    | Jornada 13 | Jornada 13 | Jornada 13 | Jornada 13 | Jornada 13 |
| Local              | Resultado  | Visitante          | Estadio          | Fecha         | Hora       |            |            |            |            |
| ------------------ | ---------- | ------------------ | ---------------- | ------------- | ---------- | ---------- | ---------- | ---------- | ---------- |
| La Familia FC      | 1 - 2      | Don Bosco JR       | Rafael Rodríguez | 16 de febrero | 20:00      |            |            |            |            |
| CF Don Bosco       | 2 - 4      | AC Fútbol 7        | San José         | 17 de febrero | 16:00      |            |            |            |            |
| Benjamín Chacón FC | 3 - 1      | Deportivo Talento  | Manaca Civil     | 17 de febrero | 18:00      |            |            |            |            |
| Bocas JR Almirante | 2 - 2      | Deportivo Chiriquí | El Festival      | 18 de febrero | 19:00      |            |            |            |            |
| Unión Bocas Isla   | 2 - 2      | Bambanes FC        | Barranco         | 18 de febrero | 19:00      |            |            |            |            |
| Total de goles: 21 |            |                    |                  |               |            |            |            |            |            |

## Fase Final
|  | Semifinales de Conferencia | Semifinales de Conferencia | Semifinales de Conferencia |                  |        | Finales de Conferencia | Finales de Conferencia | Finales de Conferencia |  |      | Final Apertura   | Final Apertura | Final Apertura |  |
|  | 24 y 25 de febrero         | 24 y 25 de febrero         | 24 y 25 de febrero         |                  |        | 2 y 3 de marzo         | 2 y 3 de marzo         | 2 y 3 de marzo         |  |      | 10 de marzo      | 10 de marzo    | 10 de marzo    |  |
|  |                            |                            |                            |                  |        |                        |                        |                        |  |      |                  |                |                |  |
|  |                            |                            |                            |                  |        |                        |                        |                        |  |      |                  |                |                |  |
|  | 1°N(E)                     | Olympic Colón FC           | 4                          |                  |        |                        |                        |                        |  |      |                  |                |                |  |
|  | 1°N(E)                     | Olympic Colón FC           | 4                          |                  |        |                        |                        |                        |  |      |                  |                |                |  |
|  | 2°S(E)                     | FC Cosmos ND               | 2                          |                  |        |                        |                        |                        |  |      |                  |                |                |  |
|  | 2°S(E)                     | FC Cosmos ND               | 2                          |                  | 1°N(E) | Olympic Colón FC       | 1                      |                        |  |      |                  |                |                |  |
|  |                            |                            |                            |                  | 1°N(E) | Olympic Colón FC       | 1                      |                        |  |      |                  |                |                |  |
|  |                            |                            | 1°S(E)                     | Deportivo Rex FC | 0      |                        |                        |                        |  |      |                  |                |                |  |
|  | 1°S(E)                     | Deportivo Rex FC           | 1°S(E)                     | Deportivo Rex FC | 0      | 3 (4)                  |                        |                        |  |      |                  |                |                |  |
|  | 1°S(E)                     | Deportivo Rex FC           |                            |                  |        |                        |                        |                        |  |      |                  |                |                |  |
|  | 2°N(E)                     | San Fernando FC            | 3 (2)                      |                  |        |                        |                        |                        |  |      |                  |                |                |  |
|  | 2°N(E)                     | San Fernando FC            | 3 (2)                      |                  |        |                        |                        |                        |  | C(E) | Olympic Colón FC | 1              |                |  |
|  |                            |                            |                            |                  |        |                        |                        |                        |  | C(E) | Olympic Colón FC | 1              |                |  |
|  |                            |                            | C(O)                       | La Familia FC    | 2      |                        |                        |                        |  |      |                  |                |                |  |
|  | 1°N(O)                     | Unión Bocas Isla           | C(O)                       | La Familia FC    | 2      | 1                      |                        |                        |  |      |                  |                |                |  |
|  | 1°N(O)                     | Unión Bocas Isla           |                            |                  |        |                        |                        |                        |  |      |                  |                |                |  |
|  | 2°S(O)                     | La Familia FC              | 3                          |                  |        |                        |                        |                        |  |      |                  |                |                |  |
|  | 2°S(O)                     | La Familia FC              | 3                          |                  | 2°S(O) | La Familia FC          | 1                      |                        |  |      |                  |                |                |  |
|  |                            |                            |                            |                  | 2°S(O) | La Familia FC          | 1                      |                        |  |      |                  |                |                |  |
|  |                            |                            | 1°S(O)                     | Don Bosco JR     | 0      |                        |                        |                        |  |      |                  |                |                |  |
|  | 1°S(O)                     | Don Bosco JR               | 1°S(O)                     | Don Bosco JR     | 0      | 4                      |                        |                        |  |      |                  |                |                |  |
|  | 1°S(O)                     | Don Bosco JR               |                            |                  |        |                        |                        |                        |  |      |                  |                |                |  |
|  | 2°N(O)                     | Deportivo Chiriquí         | 1                          |                  |        |                        |                        |                        |  |      |                  |                |                |  |
|  | 2°N(O)                     | Deportivo Chiriquí         | 1                          |                  |        |                        |                        |                        |  |      |                  |                |                |  |
|  |                            |                            |                            |                  |        |                        |                        |                        |  |      |                  |                |                |  |

### Semifinales de Conferencia

#### Conferencia Este

##### Olympic Colón F. C. - F. C. Cosmos ND
| 24 de febrero;20:00 | Olympic Colón FC | 4:2 | FC Cosmos ND | Estadio Los Andes, San Miguelito |  |
|                     |                  |     |              | Árbitro(s):                      |  |

##### Deportivo Rex F. C. - San Fernando F. C.
| 25 de febrero;20:00 | Deportivo Rex FC | 3:3 (t. s.)(4:2 p.) | San Fernando FC | Estadio Los Andes, San Miguelito |  |
|                     |                  |                     |                 | Árbitro(s):                      |  |

#### Conferencia Oeste

##### Don Bosco J. R. - Deportivo Chiriquí
| 25 de febrero;19:00 | Don Bosco JR | 4:1 | Deportivo Chiriquí | Estadio Rafael Rodríguez, Atalaya |  |
|                     |              |     |                    | Árbitro(s):                       |  |

##### Unión Bocas Isla - La Familia F. C.
| 25 de febrero;16:00 | Unión Bocas Isla | 1:3 | La Familia FC | Estadio San Cristóbal, David |  |
|                     |                  |     |               | Árbitro(s):                  |  |

### Finales de Conferencia

#### Conferencia Este

##### Olympic Colón F. C. - Deportivo Rex F. C.
| Final de Conferencia; 3 de marzo de 2024;14:00 | Olympic Colón FC | 1:0 | Deportivo Rex FC | Estadio Los Andes, San Miguelito |  |
|                                                |                  |     |                  | Árbitro(s):                      |  |

#### Conferencia Oeste

##### Don Bosco J. R. - La Familia F. C.
| Final de Conferencia; 3 de marzo de 2024;13:00 | Don Bosco JR | 0:1 | La Familia FC | Estadio Virgilio Tejeira, Penonomé |  |
|                                                |              |     |               | Árbitro(s):                        |  |

### Gran Final

##### Olympic Colón F. C. - La Familia F. C.
| Final; 10 de marzo de 2024;16:00 | Olympic Colón FC | 1:2 | La Familia FC | Estadio Agustín Muquita Sánchez, La Chorrera |  |
|                                  |                  |     |               | Árbitro(s):                                  |  |

| Clasifica a la Superfinal 2024 |

| Campeón LFN 2023-24 |
| ------------------- |
|                     |
| La Familia FC       |
| 1° Título           |

## Liguilla de  Ascenso LFN a laTemporada 2024
|                                                              |                                                               |                                                                         |                                                                              |  |
|                                                              |                                                               |                                                                         |                                                                              |  |
| Atlético Río Abajo FC Zona 1 (San Miguelito, Colón y Darién) | Deportivo Unión Aguadulce (Panamá Este, Panamá Oeste y Coclé) | Sporting París Zona 3 (Herrera, Los Santos, Veraguas y Veraguas Centro) | Deportivo Altamira FC Zona 4 (Chiriquí, Chiriquí Occidente y Bocas del Toro) |  |